# Sumner Sewall
Sumner Sewall, född 17 juni 1897 i Bath i Maine, död där 25 januari 1965, var ett amerikanskt flygaräss, affärsman och republikansk politiker. Han var Maines guvernör 1941–1945.
Sewall studerade vid Harvard och tog värvning i USA:s armé. I första världskriget var han först ambulansförare och därefter tjänstgjorde han i United States Army Air Service. För insatserna som stridsflygare dekorerades han av belgiska Kronorden, franska Hederslegionsorden och dessutom fick han en Croix de Guerre. Distinguished Service Cross fick han två gånger. Han hade skjutit ned sju tyska flygplan och två observationsballonger.
Efter kriget fortsatte han studierna vid Yale och gjorde sedan en framgångsrik karriär inom affärslivet, bland annat inom bankbranschen i USA och i Spanien. År 1926 var han med om att grunda Colonial Air Transport. År 1929 gifte han sig med Helen Ellena Evans som var dotter till Sigismond Embach som hade tjänstgjort som officer i ryska armén. År 1936 fick Sewall en direktörspost vid United Airlines och åren 1939–1940 var han talman i Maines senat.
Sewall efterträdde 1941 Lewis O. Barrows som guvernör och efterträddes 1945 av Horace A. Hildreth. År 1944 deltog han som delegat i republikanernas konvent inför presidentvalet i USA. Efter andra världskriget tjänstgjorde han som militärguvernör i Baden-Württemberg.